# Carola natalizia
La carola natalizia, o carola di Natale (in inglese Christmas carol), è una composizione musicale tradizionale, nella forma della carola, tendenzialmente di origine inglese, che tratta argomenti relativi al Natale e che quindi viene cantata in tale giorno o in generale durante il periodo natalizio.
I canti di Natale costituiscono un sottogenere della più generale musica natalizia.

## Caratteristiche
La forma di un canto di Natale è quella della carola medievale, che prevede di norma stanze o strofe uniformi (S), alternate con un ritornello (R), secondo lo schema R, S1, R, S2 ... R.
I canti di Natale sono originari della tradizione orale inglese del tardo Medioevo (1350–1550 circa) e hanno avuto poi un revival nella seconda metà del XVIII secolo, periodo nel quale sono state inoltre tradotte e importate anche composizioni di origine straniera.

## Raccolte
Gran parte delle tradizionali carole di Natale possono essere trovate nelle note raccolte Oxford Book of Carols (1928) di Percy Dearmer, Martin Shaw e Ralph Vaughan Williams e i due volumi di Carols for Choirs (1961 e 1970), il primo di Reginald Jacques e David Willcocks e il secondo dello stesso Willcocks con John Rutter. In particolare, gli arrangiamenti contenuti in quest'ultima collezione sono considerati de facto uno standard per le esecuzioni corali nel mondo anglofono.